# Krævementalitet
Krævementalitet anvendes i politologi om interessegrupper eller vælgere, der forfølger deres egeninteresse frem for at tage hensyn til samfundsmæssige interesser,  Den adfærd anses for rationel i nogle økonomiske teorier, bl.a. rational choice. Hvis politikerne besvarer egoistiske krav med gavementalitet, vil det ofte medføre ufinansierede offentlige udgifter. I sin åbningstale til folketinget den 5. oktober 2010 betegnede Lars Løkke Rasmussen politikernes eftergivenhed over for krævementaliteten som gavementalitet.
I daglig tale benyttes udtrykket krævementalitet mere alment om personer, der stiller urimelige krav til deres omgivelser. "Væk med krævementaliteten, tag selv!" er en folkelig graffiti på Nørrebro.